# Kaninen minsta

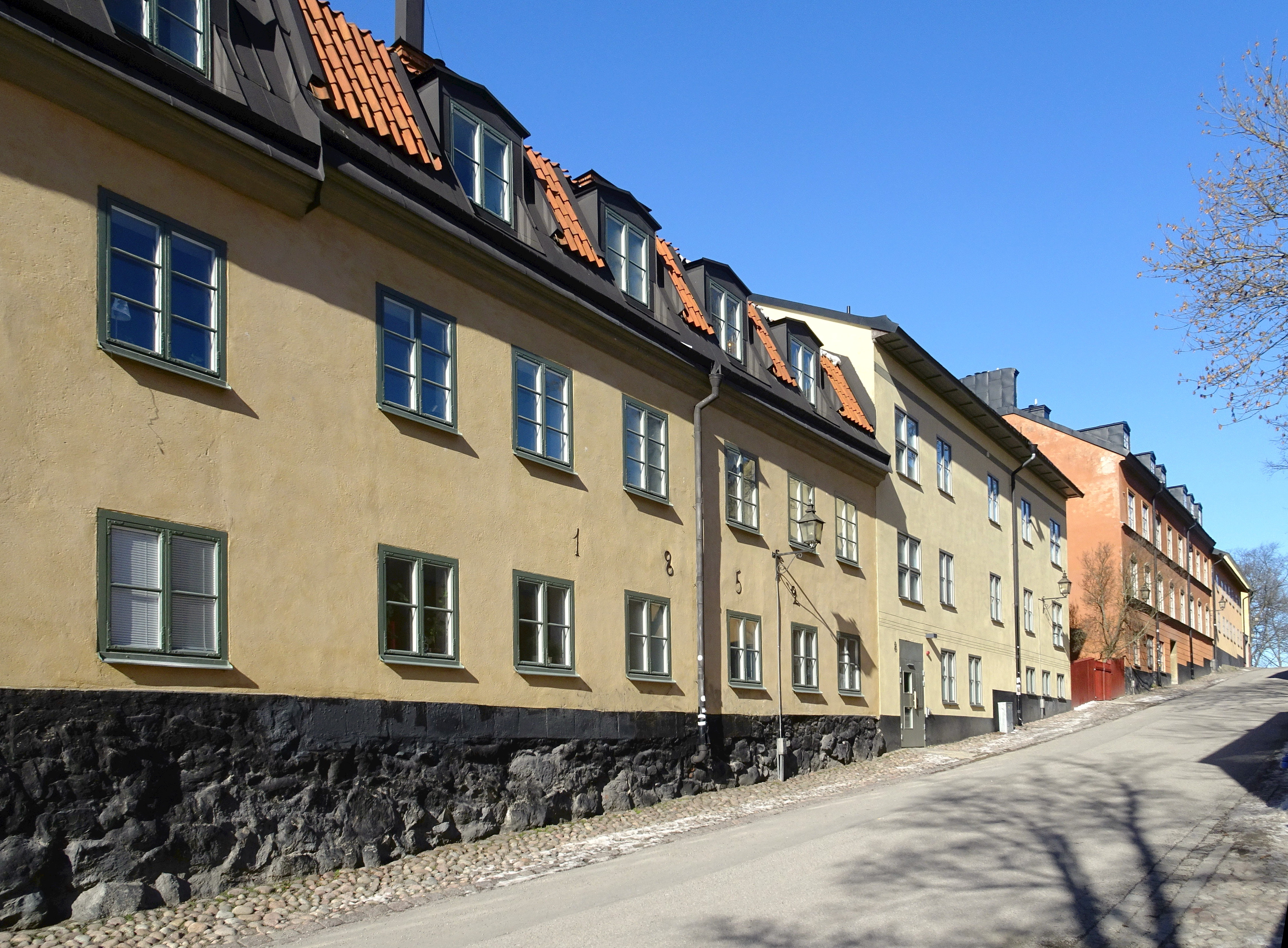
Yttersta Tvärgränds västra sida, närmast nummer 10.

Kvarteret Kaninen minsta ligger intill västra sidan av Yttersta Tvärgränd på Södermalm i Stockholm. I kvarteret finns bebyggelse från 1700- och 1800-talen. Huset med adress Yttersta Tvärgränd nummer 10 uppfördes med lån ur Fattigbyggnadsfonden. Samtliga byggnader i kvarteret är blåmärkta av Stadsmuseet i Stockholm vilket innebär att de har "synnerligen höga kulturhistoriska värden". Kvarteret Kaninen minsta består idag av fem fastigheter: Kaninen minsta 6, 7, 8, 9 och 10.

## Kvarteret, allmänt

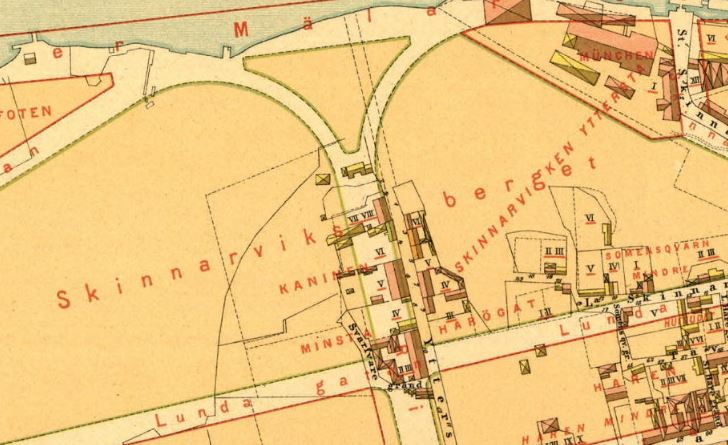
Yttersta Tvärgränden och den planerade dragningen av Ringvägen norrut, 1885.

Kvarteret Kaninen är belagd åtminstone sedan 1670-talet och upptas i Holms tomtbok från 1679 som Qwarteret Caninen och Qwarteret Caninen den Mindre. Enligt Lindhagenplanen från slutet av 1800-talet skulle Ringvägen förlängas norrut och anslutas med två svängda ramper till Söder Mälarstrand. Ringvägen hade då dragits rakt över kvarterets bebyggelse. Skinnarviksberget med sin besvärliga topografi satte dock stopp för dessa planer och husen bevarades.
I början av 1960-talet var kvarteret igen rivningshotat, men stadsplanen ändrades och den historiska bebyggelsen skyddades som kulturreservat genom K-märkning. ”Över hela området vilar en stämning av pittoreskt förfall - en sanering är önskvärd”, hette det i planbeskrivningen för den fortfarande gällande stadsplanen från 1960.

## Intressanta byggnader i kvarteret

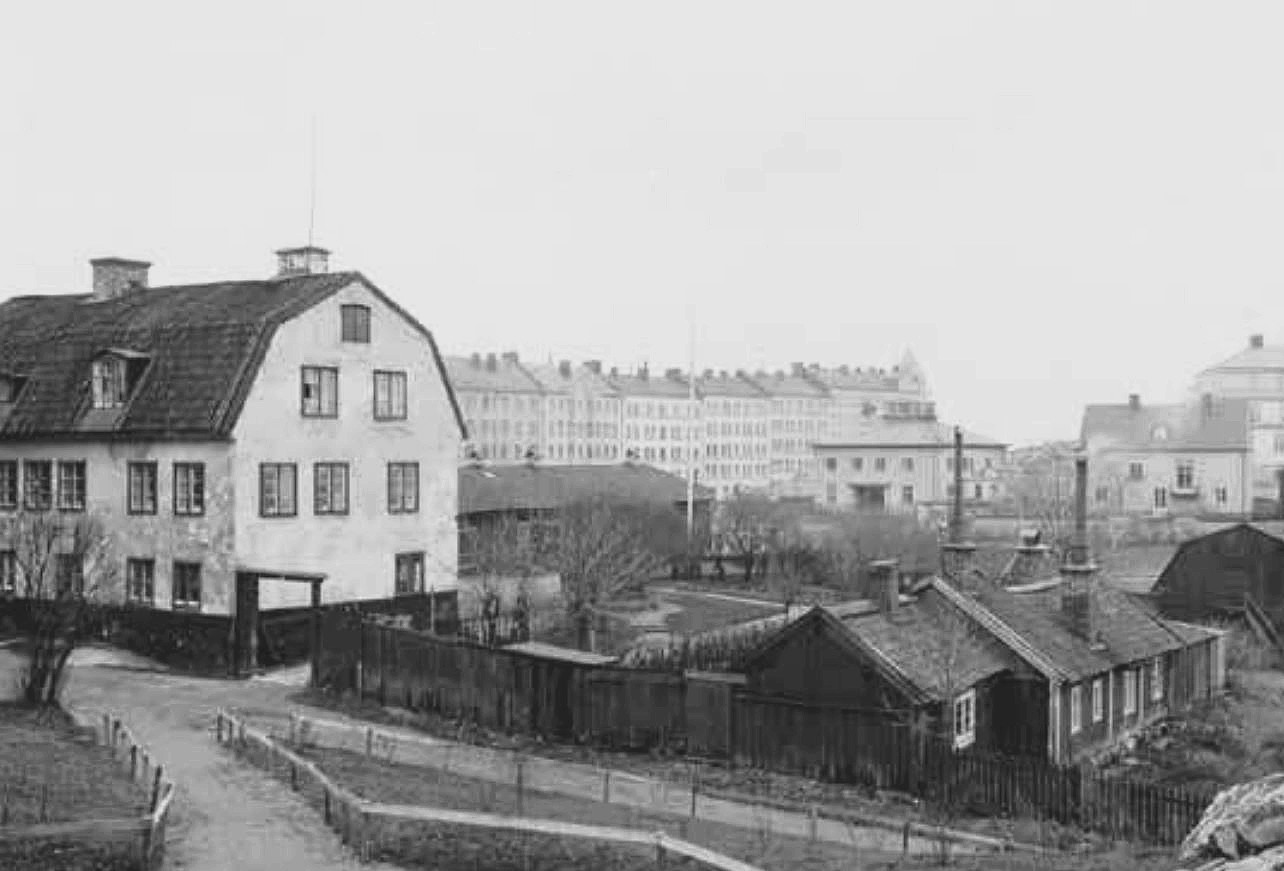
Yttersta tvärgränd nr 2, 1919.

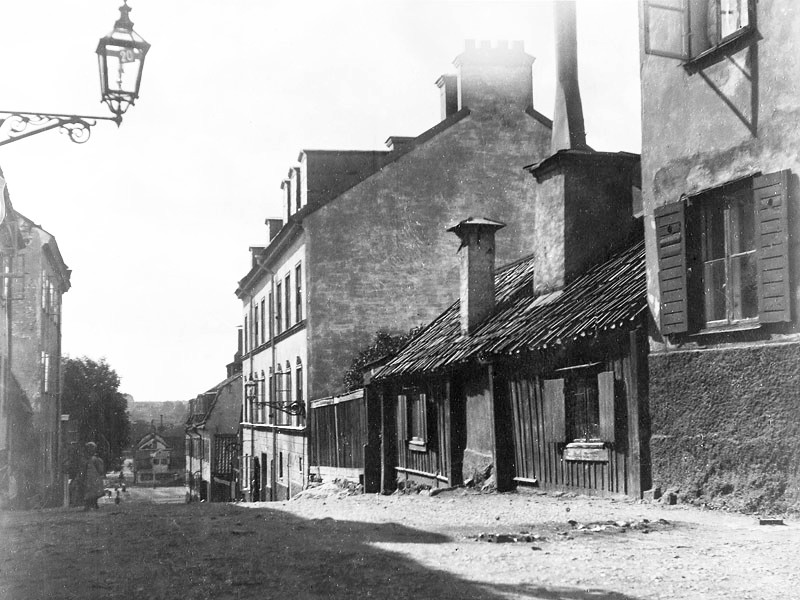
Yttersta tvärgränd nr 2, 4 och 6 år 1900.

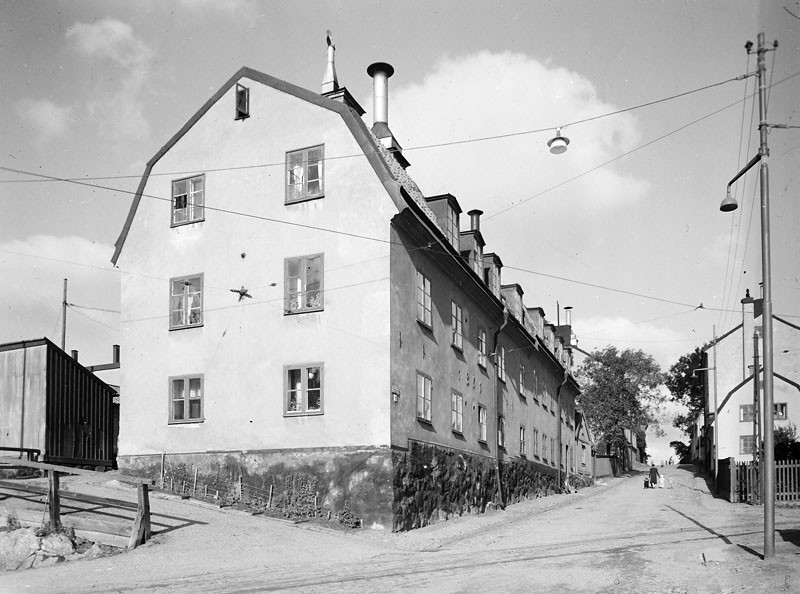
Yttersta Tvärgränd nr 10, 1946.

### Kaninen minsta 6 (Yttersta Tvärgränd 2)
Huset står längst i norr där Skinnarviksparken vidtar. Norr om huset fanns ursprungligen några låga trähus som revs på 1980-talet. Yttersta Tvärgränd nr 2 är ett putsat stenhus i två våningar med inredd vindsvåning under ett brutet sadeltak. Det var en vanlig byggnadstyp i Stockholm vid den här tiden och avsedd som flerbostadshus. Byggnaden uppfördes 1755 av murargesällen Mårten Hammarklo och byggdes till av honom 1768, varför den även kallas Mårten Hammarklos hus. 1791 såldes fastigheten av Hammarklos sterbhus på auktion. Då hörde till egendomen även en timmerbyggnad, ett lusthus och sju bodar. 
Dagens utseende fick huset under amiralitetslöjtnant Ebbe Bauman som 1773 lät bygga på och bredda det. På 1830-talet fanns en fabrik, oklart vilken typ, en trappa upp i huset. När grosshandlaren Carl Daevel tog över fastigheten 1863 ändrades fabrikslokalen tillbaka till bostäder. 1887 bodde 44 personer i byggnaden. De flesta var arbetarfamiljer, ensamstående arbetare, arbetslösa eller änkor, men det fanns även en slaktare i huset som hade sin verksamhet här. 
Fastigheten Kaninen minsta 6 förvärvades av Stockholms stad 1893. Meningen var att riva huset eftersom Ringvägen skulle dras fram här (se under ”Kvarteret, allmänt”). Det dröjde till 1980 innan byggnaden renoverades och moderniserades av AB Familjebostäder. För projekteringen svarade arkitektbyrån vid Stockholms stads fastighetskontor under medverkande av dåvarande Stockholms stadsmuseum. Fastigheten ägs och förvaltas av AB Stadsholmen.

### Kaninen minsta 8 (Yttersta Tvärgränd 6)
Gathuset vid Yttersta Tvärgränd 6 representerar en tidig typ av ”arbetarkasern” som var vanlig i exempelvis Tyskland men ovanlig i Stockholm. Byggnaden uppfördes etappvis åren 1876 till 1880 av var murargesällen J. A. Jonsson respektive Gustaf Erngren. Fasaden mot gatan blev något mera påkostad och fick profilerade fönsteromfattningar och ornamenterade överstycken, medan gårdssidan utfördes enklare.
I huset anordnades en längsgående mittkorridor varifrån lägenheterna kunde nås. Dessa bestod av så kallade spisrum (ett bostadsrum med kokmöjlighet) men även några större lägenheter om ett eller två rum och kök. Rinnande vatten kunde de boende hämta på korridoren. 1871 fanns 95 personer mantalsskrivna i huset. I slutet av 1870-talet låg en mjölk- och brödaffär i huset samt ett kaffeångrosteri. 
Mellan Yttersta Tvärgränd 2 och 6 stod en låg träbyggnad som syns på ett fotografi från år 1900. Trähuset revs 1980 och ersattes av nuvarande stenhus i två våningar vars yttre gestaltning anpassades till den historiska bebyggelsen som fanns sedan tidigare på platsen.
Fastigheten förvärvades av Stockholms stad 1931 och först i slutet av 1970-talet inleddes en omfattande modernisering av AB Familjebostäder. Idag (2018) innehåller byggnaden fyra lägenheter av varierande storlek samt en mindre lokal. Liksom Kaninen minsta 6 ägs Kaninen minsta 8 av AB Stadsholmen.

### Kaninen minsta 10 (Yttersta Tvärgränd 10)
Kaninen Minsta 10 består idag av tre putsade stenhus, varav de två mot gatan är sammanbyggda. Tillsammans med det tredje stenhuset och en uthuslänga ligger de runt en innergård vid Ringvägens norra slut. Den äldsta delen är gårdshuset som byggdes 1791 för kalkmätaren Samuel Lillja. 
Gathuset uppfördes i två etapper, 1851 och 1852 som fasadernas ankarslut talar om. Byggherren var muraren Johan Ljungberg. Han finansierade åtminstone det första bygget med lån ur Fattigbyggnadsfonden. Lägenhetsstorleken om ett rum och kök samt enkelrum med spis (så kallade spisrum) uppfyllde fondens krav. Lägenheterna i norra husdelen från 1852 var något större och uppfyllde inte fondens krav.
Kaninen Minsta 10 köptes av staden 1897, men det dröjde ända till slutet av 1960-talet innan byggnaden renoverades och lägenheterna moderniserades genom sammanslagningar och genom tidsenlig köks- och badrumsstandard. För ritningarna svarade arkitekt Arthur von Schmalensee och hans medarbetare Henrik Brolin. I slutet av 1990-talet genomfördes en fasadrenovering. I husen finns idag 15 lägenheter med storlekar från ett rum och kök till tre rum och kök. Uthuslängan är delvis kontoriserad och modernt inredd. Liksom fastigheterna Kaninen minsta 6 och 8 ägs även Kaninen minsta 10 av AB Stadsholmen.

## Nutida bilder

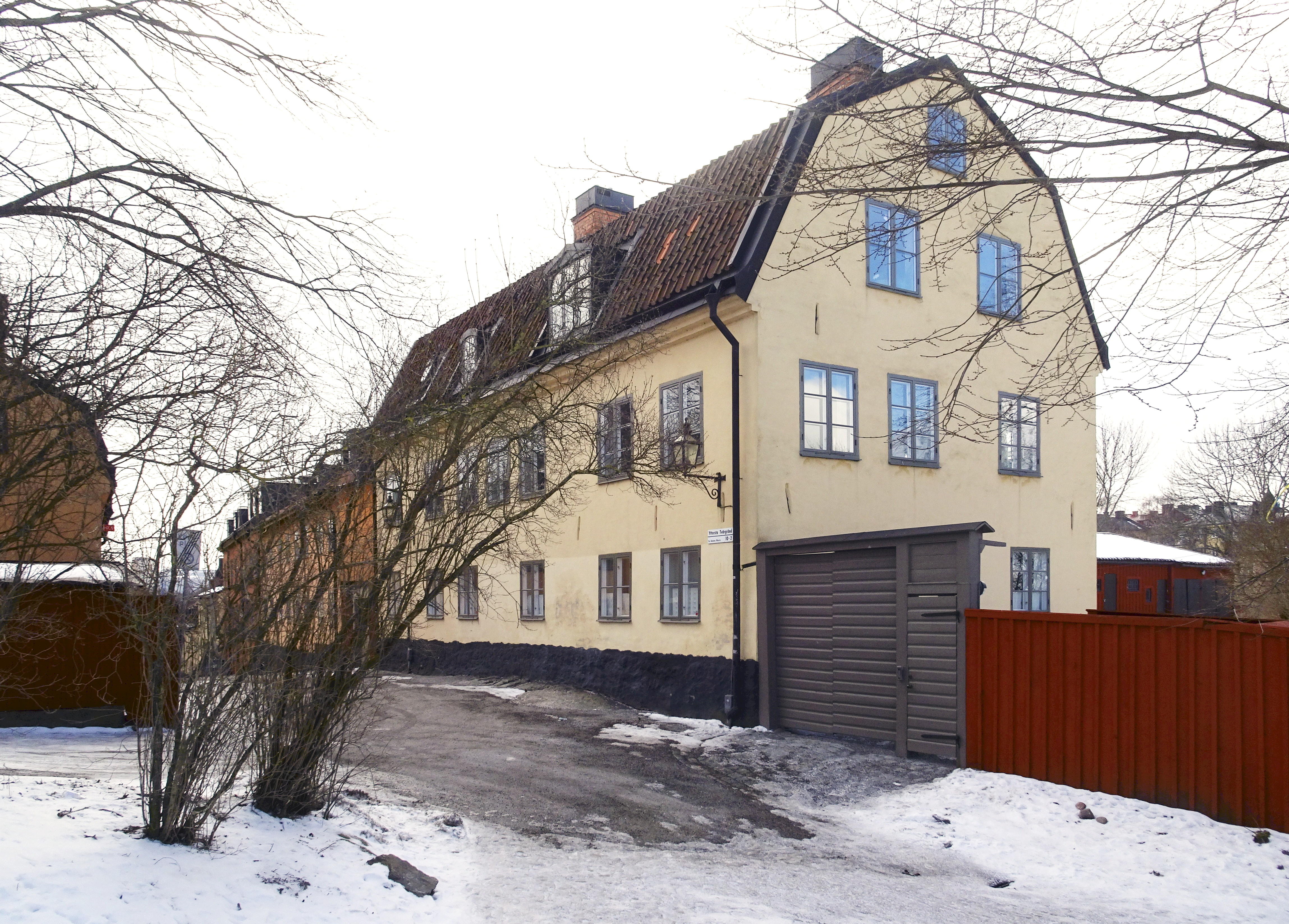
Yttersta Tvärgränd nr 2
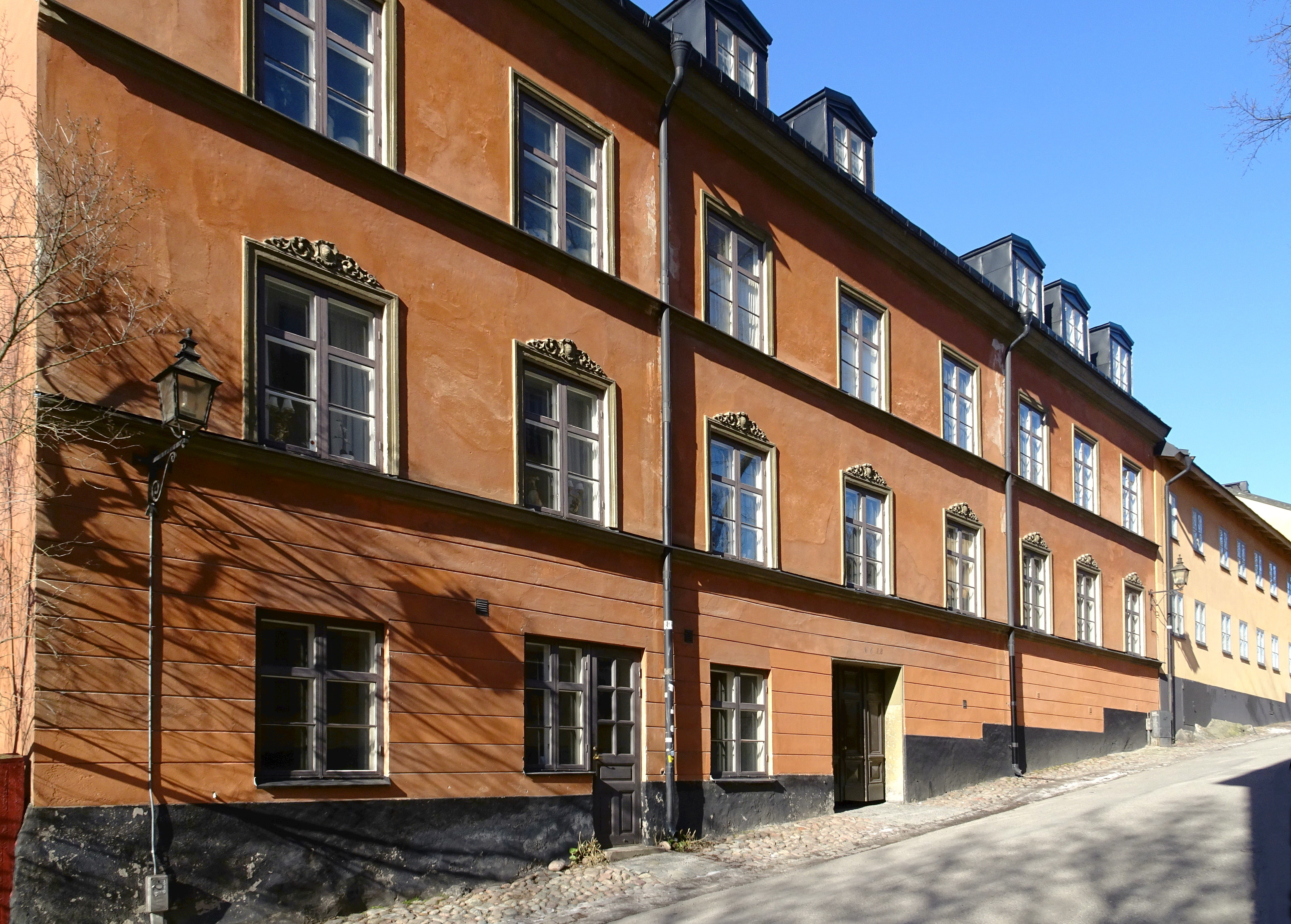
Yttersta Tvärgränd nr 6.
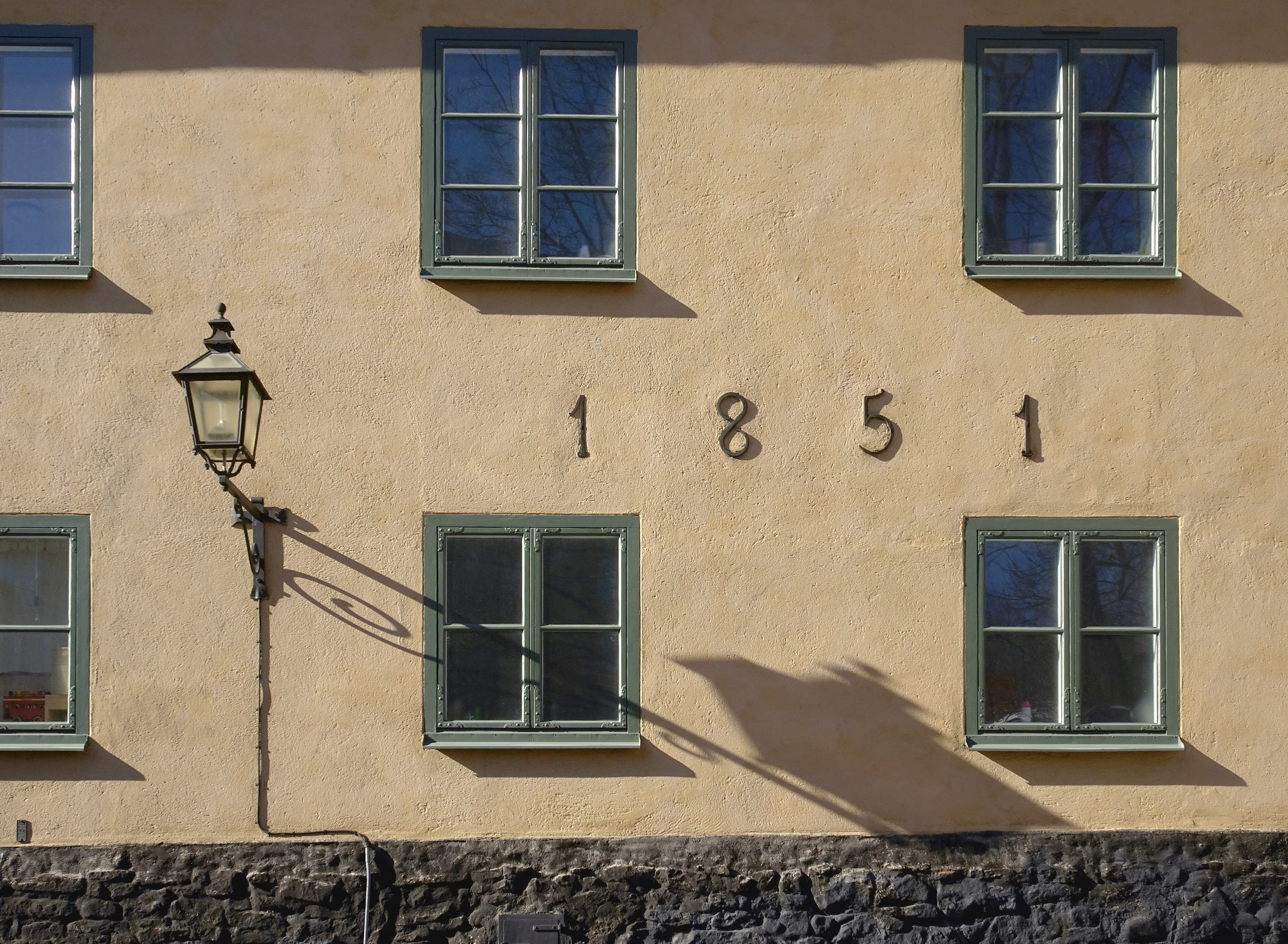
Yttersta Tvärgränd nr 10 (fasaddetalj med ankarslut "1851").
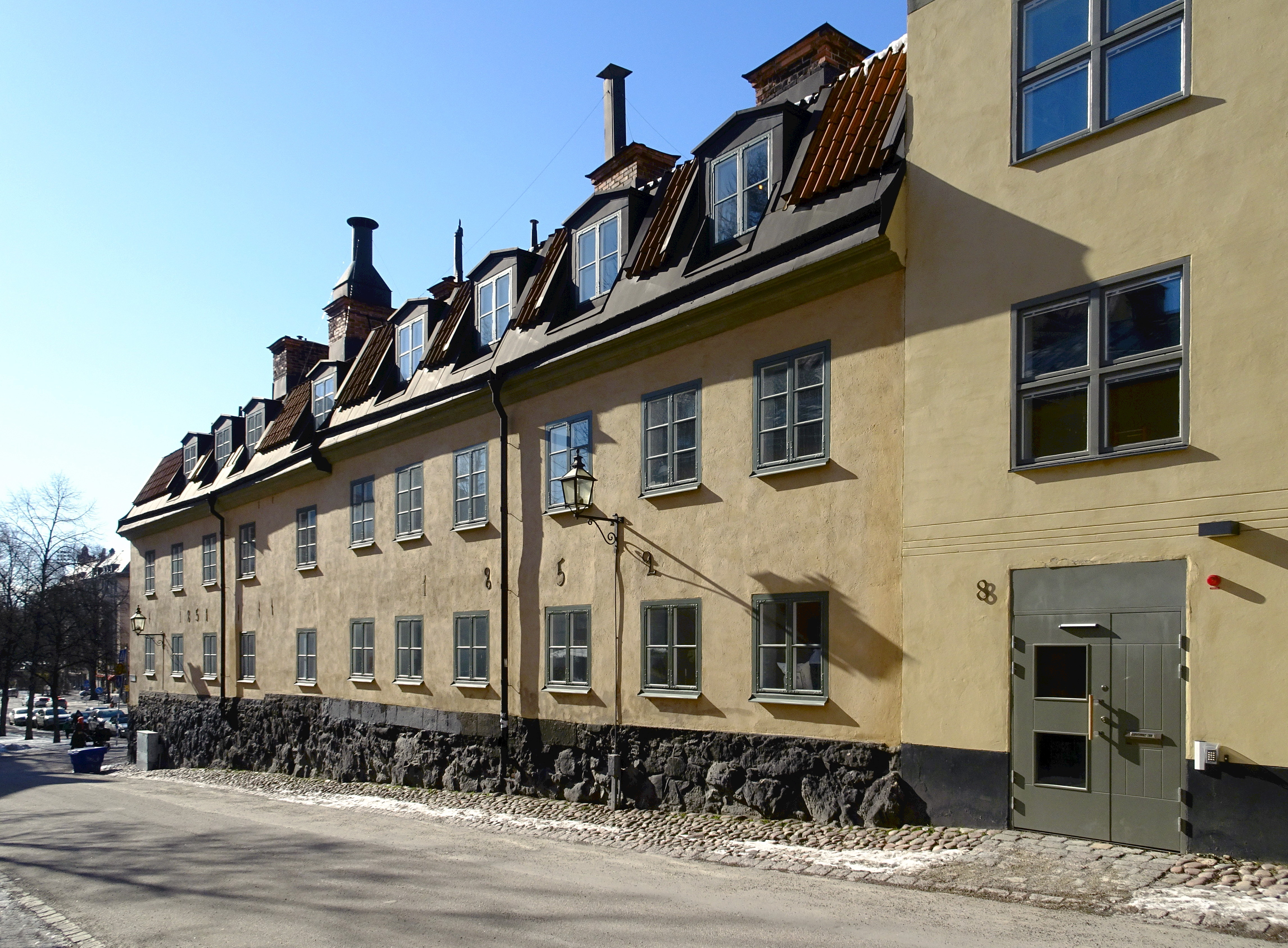
Yttersta Tvärgränd nr 10 (gathusen).
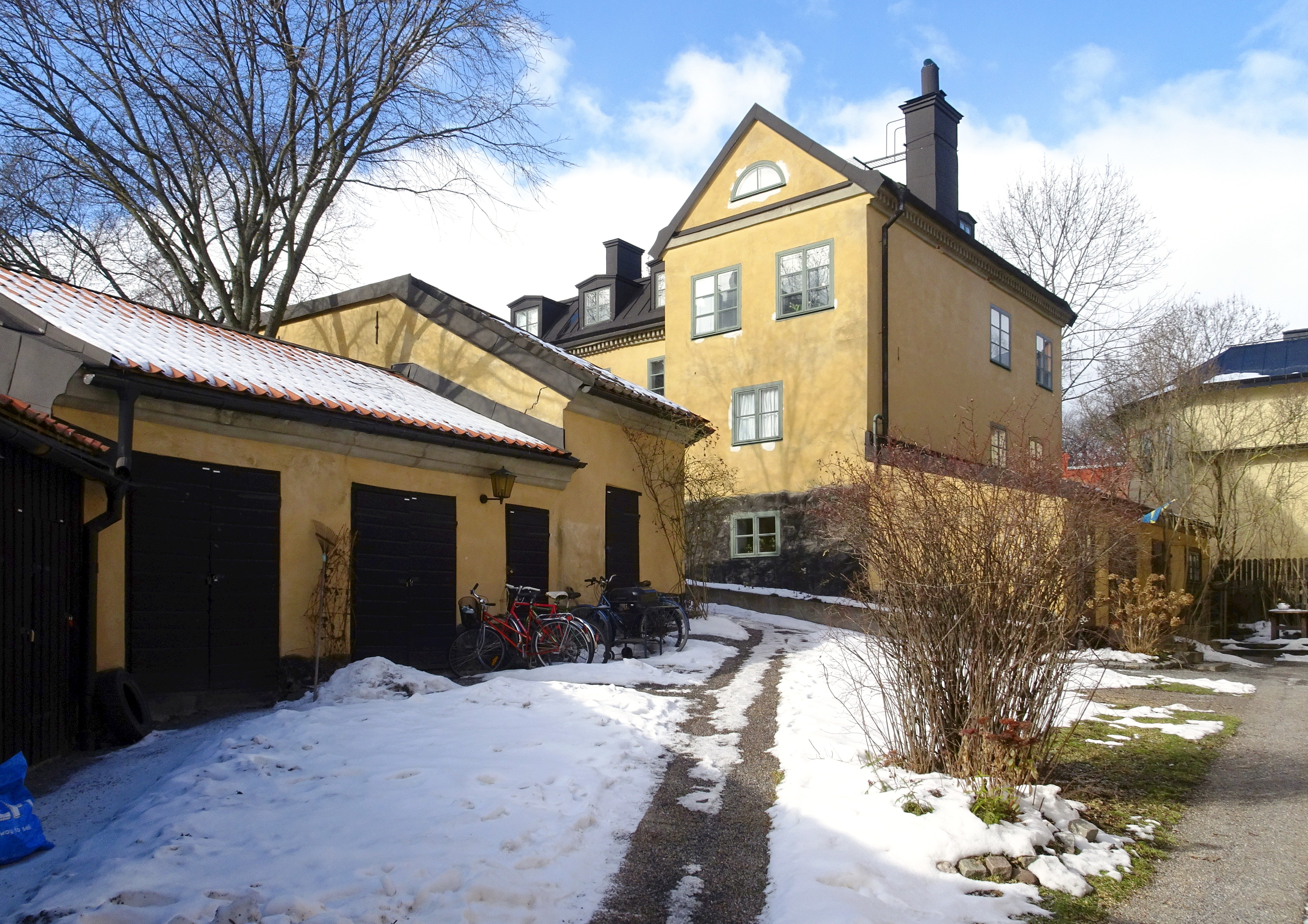
Yttersta Tvärgränd nr 10 (gårdshuset och uthuslängan).